# Потенциал на ландшафта
Потенциалът на ландшафта представлява способността на ландшафта да възпроизвежда природни ресурси, които са необходими за живота и дейността на човека, като изпълнява определени социално-икономически функции.

## Видове
Съществуват няколко вида потенциал на ландшафта: минерално-ресурсен, воден, биотичен, строителен, рекреационен, потенциал на самоочистване и самовъзстановяване на ландшафта и др.
Потенциалът на самоочистване и самовъзстановяване на ландшафта представлява способността на ландшафта да неутрализира последиците от антропогенното въздействие. Този вид потенциал поддържа естественото равновесие в ландшафта.